# Gregorio Bausá

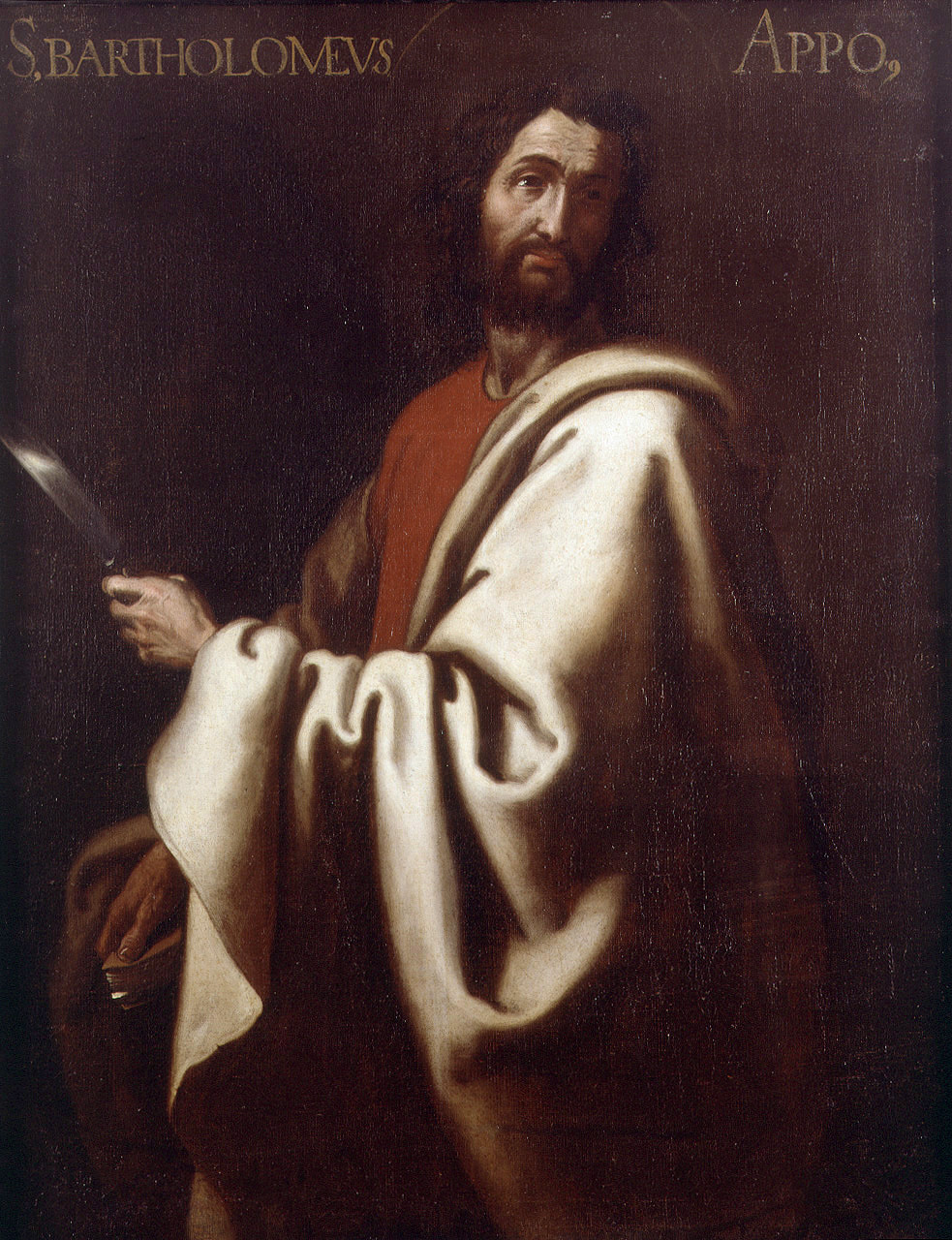
San Bartolomé, óleo sobre lienzo (131 x 100 cm.), Museo de Bellas Artes de Valencia.

Gregorio Bausá (Mallorca, 1590-Valencia, c. 1656) fue un pintor barroco español, activo en Valencia donde, al decir de Antonio Palomino, fue «pintor excelente, y discípulo de Francisco Ribalta, y de los más aprovechados de su escuela».

## Biografía y obra
Gregorio Bausá, según Benito Doménech, nació en Sóller (Mallorca), donde fue bautizado el 23 de agosto de 1590. Su padre, Juan Bausá, era sobrino de Simón Bausá Sales, que en 1607 fue nombrado obispo de Mallorca, lo que hubo de influir en la temprana vocación religiosa de Gregorio, quien en 1605 recibió las órdenes menores y un beneficio eclesiástico en la parroquia de Santa Eulalia de Sóller. Con todo no parece que llegase a ordenarse de sacerdote, y, según esta hipótesis, no volverá a haber noticias suyas hasta 1631, cuando se le encuentra trabajando como pintor en la cartuja de Valdecristo, en el término municipal de Altura, próxima a Segorbe. Antonio Furió, sin embargo, descartó ese origen y la incipiente carrera eclesiástica al descubrir la que sería la primera noticia segura relativa al pintor: el reconocimiento ante notario de un contrato de aprendizaje con el pintor mallorquín Felip Llodrá, firmado en 1617 y que debía concluir en 1623.
La formación al lado de Francisco Ribalta, afirmada por las fuentes literarias antiguas, no ha podido ser documentada y resulta problemática dadas las fechas en que pudo llegar Bausá a Valencia, que, en ningún caso, sería antes de 1616, pues no aparece en esa fecha inscrito en el Colegio de Pintores.  Su trabajo en Valdecristo le relacionará, sin embargo, con Juan Ribalta, activo en esos años en la zona de Segorbe, y con el escultor Juan Miguel Orliéns, que en 1627 se hizo cargo del retablo del monasterio de San Miguel de los Reyes de Valencia, para el que Bausá pintó el lienzo titular de la Adoración de los Reyes, actualmente en el monasterio de El Puig, con claros ecos ribaltescos. En la cartuja de Valdecristo, en el que sería el primer encargo documentado en Valencia, pintó doce historias de la vida de San Bruno destinadas a las puertas de la capilla de reliquias de la cartuja. De estas historias se conservan dos lienzos, el primero de ellos en la catedral de Valencia, escenificando La triple resurrección del médico Raymond Diocrès (episodio fundamental para la vocación del joven Bruno) y el segundo en colección privada valenciana, representando a San Bruno y sus compañeros camino de Grenoble. 
En 1645, el mismo año que se colocó en su altar la Adoración de los Reyes, y con residencia fijada en Valencia, Bausá entregó otros seis cuadros de la Pasión de Cristo a la cartuja de Valdecristo, de los que únicamente se conserva el Prendimiento en el Museo de Castellón. Basado en estampas de Alberto Durero para la composición general, y con iluminación nocturna procedente del interior del cuadro, a la manera de los pintores manieristas, presenta una composición abigarrada, atendiendo a detalles secundarios, a medio camino entre lo ribaltesco y Pedro de Orrente. Este cuadro, durante mucho tiempo el único que podía ser atribuido con seguridad a Bausá, ha permitido a Fernando Benito y José Galdón reconocer la mano del mallorquín en 140 dibujos del Álbum Lassala, con estudios tomados del natural para resolver partes menudas como cabezas, brazos y ropajes empleados en la composición final. Otros estudios del natural del mismo álbum, con vigoroso trazado, han permitido asimismo asignarle nuevas obras, algunas atribuidas anteriormente  a los Ribalta, como el Santo Entierro del Museo del Patriarca,  o sin atribución, como tres grandes lunetos de la Catedral de Segorbe, en los que se representan las Bodas de Caná, la Parábola de las bodas y la Comunión de los Apóstoles, además de los restos de un Apostolado conservado en el Museo de Bellas Artes de Valencia, alguna vez atribuido a Esteban March, en el que se comprueba la doble influencia de Orrente y Juan Ribalta, con el gusto por el tratamiento naturalista de las figuras monumentales y las coloraciones terrosas.